# Oude Markt (Leuven)

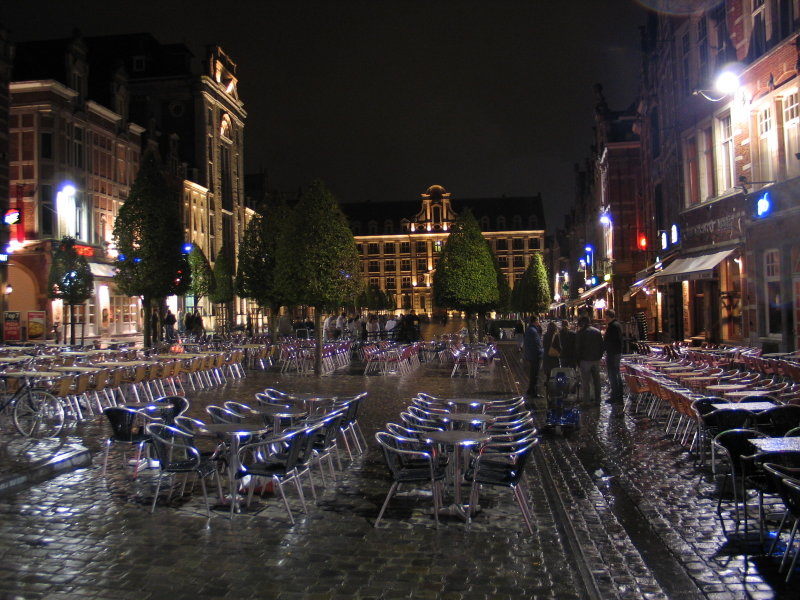
De Oude Markt bij nacht

De Oude Markt is een rechthoekig plein in het centrum van Leuven dat grotendeels bestaat uit horecazaken. Hieraan dankt het zijn bijnaam de langste toog ter wereld.
Als residentiestad van de graven van Leuven kreeg het plein in 1150, toen de eerste stenen omwalling werd gebouwd, het marktrecht waardoor er economische activiteiten werden ontwikkeld. Er werd tot driemaal per week markt gehouden. Delen van de markt ontsnapten aan de bombardementen van de twee wereldoorlogen, maar toch was de wederopbouw noodzakelijk.
Op de Oude Markt komt ook de classicistische vleugel van de universiteitshal uit. Hier was de universiteitsbibliotheek gevestigd tot de vernieling in 1914. De gevel van het Heilige-Drievuldigheidscollege is prominent zichtbaar op het zuidelijke uiteinde van het langgerekte plein.
Daarnaast wordt er de eerste drie weken van september op de Oude Markt jaarlijks Leuven kermis gehouden, naast het Studentenwelkom eind september. Tevens is er ook Hapje-Tapje met de barmannenrace begin augustus (eerste zondag) en sinds 1989 wordt iedere vrijdag van juli de Beleuvenissen georganiseerd. Dit is een serie concerten die telkens rond een bepaald thema draait.
Op de Oude Markt staat De Kotmadam, een beeld uit 1985 van Fred Bellefroid.
De Oude Markt telt 2 waterpompen: de Sint-Janspomp, die functioneert, en de Collegepomp, een relict uit 1724.